# Gonatocerus minor
Gonatocerus minor är en stekelart som beskrevs av Matthews 1986. Gonatocerus minor ingår i släktet Gonatocerus och familjen dvärgsteklar.
Artens utbredningsområde är Spanien. Inga underarter finns listade i Catalogue of Life.